# جورجيو أجامبين
جورجيو أجامبين (مواليد 22 أبريل 1942) (بالإيطالية: Giorgio Agamben)‏ هو فيلسوف إيطالي اشتهر بعمله في التحقيق في مفاهيم حالة الاستثناء، شكل الحياة (مُقتبس من لودفيغ فيتغنشتاين)، والهومو ساكر. إن مفهوم السياسة الحيوية (المنطلق من عمل ميشال فوكو) هي في صميم العديد من أعماله.

## روابط خارجية
- جورجيو أجامبين على موقع IMDb (الإنجليزية)
- جورجيو أجامبين على موقع مونزينجر (الألمانية)
- جورجيو أجامبين على موقع ميوزك برينز (الإنجليزية)
- جورجيو أجامبين على موقع قاعدة بيانات الفيلم (الإنجليزية)